# Maasmond

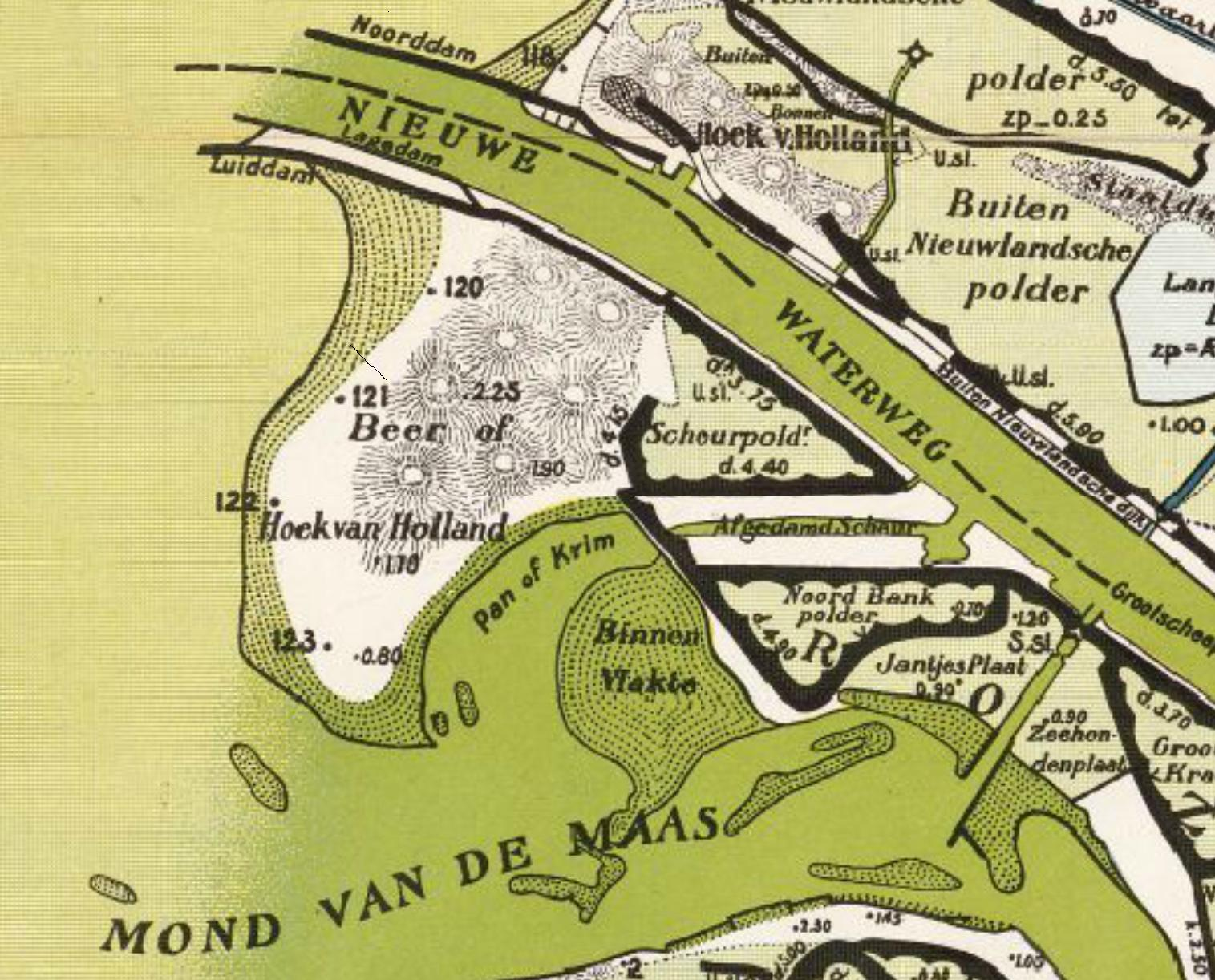
L'estuario della Mosa nel 1910. Sono visibli il Nieuwe Waterweg a nord e il Maasmond a sud)

La Maasmond (tradotto in italiano: bocche della Mosa), detta anche Maasmonding,  è una zona costiera situata nella parte nord-orientale del delta del Reno, della Mosa e della Schelda nei pressi di Hoek van Holland, nei Paesi Bassi.
L'estuario è ancora chiamato oggi Maasmond, a dispetto del fatto che è attraversato dalle sole acque del Reno.

## Storia
Durante l'epoca romana, l'estuario fu chiamato Helinium, termine ancora utilizzato nella radice del nome della città di Hellevoetsluis. Nel medioevo, esistevano due estuari: la Oude Maas e la Binnenbedijkte Maas. L'inondazione di Santa Elisabetta del 1421 formò la Nieuwe Maas, che, passando per Rotterdam si andava a gettare a mare attraverso il Maasmond.
L'insabbiamento dell'estuario creò l'îsola di Rozenburg rendendo difficile l'accesso alle grandi navi. Per ovviare a questo furono costruiti, intorno al 1830 il Canale di Voorne e, nel 1872, il Nieuwe Waterweg.
Durante gli anni 1970, fu costruita l'area industriale e terminal portuale di Maasvlakte.